# Град Вестминстер
Град Вестминстер (енгл. City of Westminster) је град и општина у Лондону. У њему се налазе Вестминстерска палата и Влада Уједињеног Краљевства. Многе знаменитости Лондона налазе се у општини међу којима су Трафалгар сквер, Бакингамска палата и Вестминстерска опатија.